# Fila (hija de Seleuco)
Fila (en griego Φίλα , en latín : Phila ; Antioquía , 295 a. C. aproximadamente - Pella , después de 275 a. C.) fue una reina griega, esposa de Antígono II Gónatas , rey de Macedonia.
Era probablemente hija de Seleuco I Nicátor y de Estratónice.
Antíoco I Sóter, su hermanastro, la entregó como esposa a Antígono Gónatas, para sellar la alianza entre los seléucidas y el reino de Macedonia.
Fila fue madre de Demetrio II de Macedonia, el sucesor de Antígono Gónatas al trono de Macedonia.